# Scoloplos chrysochaeta
Scoloplos chrysochaeta är en ringmaskart som beskrevs av Wu 1962. Scoloplos chrysochaeta ingår i släktet Scoloplos och familjen Orbiniidae. Inga underarter finns listade i Catalogue of Life.